# Daiyan Henley
Daiyan Henley (Los Angeles, 18 novembre 1999) è un giocatore di football americano statunitense che milita nel ruolo di linebacker per i Los Angeles Chargers della National Football League (NFL).

## Carriera

### Los Angeles Chargers
Al college Henley giocò a football a Nevada (2017-2021) e a Washington State, venendo inserito nell'ultima stagione nella formazione ideale della Pac-12 Conference. Fu scelto nel corso del terzo giro (85º assoluto) del Draft NFL 2023 dai Los Angeles Chargers. Debuttò come professionista subentrando nella gara del terzo turno contro i Minnesota Vikings giocando 14 snap negli special team. La sua stagione da rookie si chiuse con 16 tackle in 15 presenze, nessuna delle quali come titolare.